# Вымеобразное облако

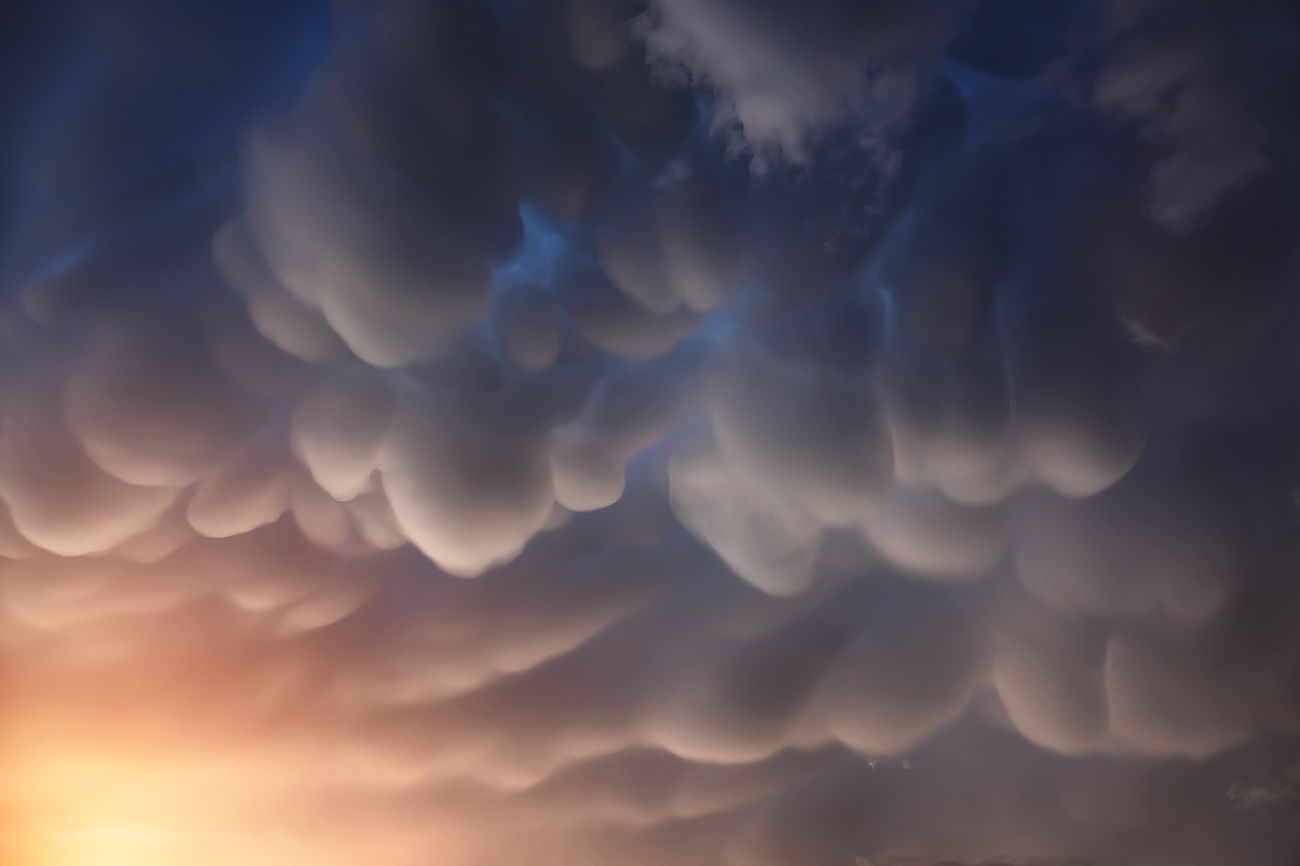
Вымеобразные облака в Непальских Гималаях

Вымеобра́зные облака́ — облака, основание которых имеет специфическую ячеистую или сумчатую форму. Встречаются, как правило, после гроз на наковальне кучево-дождевого облака.
Ячейки обычно имеют размер около полукилометра, чаще всего резко очерчены, но бывают и с размытыми краями. Их цвет обычно серо-голубой, как и у основного облака, но из-за попадания прямых лучей Солнца или подсветки от других облаков могут казаться золотистыми или красноватыми.
Облака являются проявлением неустойчивости Рэлея — Тейлора.
Название мамматус происходит от латинского слова mamma (означающего «вымя» или «грудь»).